# NGC 6892
NGC 6892 is een meervoudige ster in het sterrenbeeld Pijl. Het hemelobject werd op 19 juli 1865 ontdekt door de Duits-Deense astronoom Heinrich Louis d'Arrest.